# Дарт Плегас
Дарт Плегас Мудрий — персонаж Зоряних війн.
Дарт Плегас (англ. Darth Plagueis), народжений під ім'ям Хього Дамаск і згадуюється під ім'ям Дарт Плегас Мудрий, що носив титул Темного лорда ситхів та був спадкоємцем вчення Дарта Бейна. Майстер маніпуляцій над мідіхлоріанами Плегас жив у столітті, яке передувало вторгнення на планету Набу. Народження Плегаса спланував і організував лорд ситхів на ім'я Дарт Тенебрус, який через кілька років взяв юного Плегаса під крило і став навчати шляхам ситхів. До того часу, як Плегас згідно традиції вбив учителя, він був впливовим банкіром і фінансистом. Не обмежений більш нічим і одержимий ідеєю про вічне життя, Плегас почав активно експериментувати з мідіхлоріанами, щоб продовжити фізичне існування і обдурити саму смерть.
Через деякий час після вбивства Тенебруса на планеті Набу Плегас познайомився з юнаком Палпатіном, який містив у собі прихований потенціал Сили. Розкривши цей потенціал за допомогою тонких маніпуляцій, Плегас придбав свого першого і єдиного учня, якого муун охрестив Дартом Сідіусом і мав намір використовувати для втілення в життя Великого плану ситхів. Одночасно з навчанням Палпатіна Плегас продовжував експерименти з мідіхлоріанами і досяг феноменального успіху, навчившись керувати мікроскопічними істотами та з їх допомогою маніпулювати життям. Через два десятки років Плегас і Сідіус дійшли до фінальної стадії плану — вчитель під обличчям Дамаска організував фінансування потенційно небезпечною для джедаїв армії клонів, а учень придбав значний вплив у Сенаті і готувався стати Верховним Канцлером Республіки. Однак Сідіус, впевнений, що вчитель став йому не потрібним, вбив мууна у сні в ніч перед виборами.
Найбільшим внеском Плегаса в історію Галактики стало навчання Дарта Сідіуса шляхам ситхів та Темної сторони Сили, за допомогою якого планувалося взяти під свій контроль Галактику і повернути їх владу. Пізніше сам Сідіус розповів лицареві Ордена Енакіну Скайвокеру «Трагедію Дарта Плегаса Мудрого» — «стару легенду ситхів» про Дарта Плегаса, щоб схилити джедая на Темну сторону Сили. Але особистість Плегаса була оповита таємницею для джедаїв і їх союзників до часів Галактичного Альянсу.

## Біографія
Дарт Тенебрус, лорд ситхів і вчитель Плегаса
За кілька років до народження Хього Дамаска його батько, чутливий до Сили муун на ім'я Кааре Дамаск, який працював агентом середньої ланки в міжгалактичному банківському клані, випадково зустрівся з відомим дизайнером космічних кораблів Руджессом Номом в космічному центрі «Верхній порт». Ном насправді був темним лордом ситхів Дартом Тенебрусом, який шукав собі учня з єдиною метою — за допомогою створених їм особливих мідіхлоріан, які він назвав « максіхлоріанами», вселитися в його свідомість і існувати таким чином, до появи Вибраного. Через роки після зустрічі з Дамаском Тенебрус виявив іншого чутливого до Сили мууна — жінку нижчої касти — і зробив її своїм послідовником. Оскільки і вона була недостатньо сильна для його експерименту, Тенебрус, використовуючи наукові методи бітів, зміг вирахувати, що її спільні з Дамаском нащадки будуть досить потужні у використанні Сили. Тому він доручив своїй учениці звабити Кааре і зачати від нього дитину.
Дитина народилася на Майгіто приблизно між 147 і 120 ДБЯ. Його батько Кааре Дамаск став адміністратором планети десятьма роками раніше і з волі дружини назвав сина Хього Дамаском на честь діда. З точки зору муунів у Хього було дуже нетипове дитинство: він ріс під постійним наглядом своєї матері, що записувала всі деталі його виховання і просила його ділитися з нею будь-якими, навіть найпотаємнішими таємницями. Мати спостерігала за його взаємовідносинами з однолітками. Також нетиповість дитинства виявлялася в тому, що Хього виріс у місті під куполом вічно замороженої і малонаселеній планети, у той час як його родичі провели дитинство в тепличних умовах планети Муунілінст. Перед своїм п'ятим днем народження Хього виявив, що може за допомогою Сили впливати на волю своїх друзів. Пізніше він вирішив випробувати межі своїх можливостей і насильно змусив одного з своїх однолітків покінчити життя самогубством, вистрибнувши з вікна з великої висоти. Мати Хього закликала його приховувати свої здібності і зізналася, що теж володіє цим даром.
Батьки Хього передали його Ному в обмін на кар'єрне зростання Кааре, мабуть, влаштований за допомогою тіньової агентурної мережі Темного володаря. Тенебрус взяв дитину собі в учні і дав нове ім'я — Дарт Плегас. Вперше в житті Плегас покинув Майгіто, після чого почав своє життя як ситх. Через п'ять років після зникнення Хього, Кааре Дамаск був призначений директором філії Банківського клану, а його дружина пропала безвісти. Кааре Дамаск досяг вершини ієрархії Банківського клану, ставши Головою. Ще через п'ять років учень Тенебруса дізнався про махінації вчителя, які привели до народження майбутнього Плегаса.
Дарт Плегас і Дарт Сідіус
«Розкажи мені про сильні сторони свої, і я буду знати, як їх знешкодити

Розкажи про свій найбільший страх, і я змушу тебе зустрітися з ним лицем до лиця

Розкажи, що ти найбільше цінуєш, і я зрозумію, чого тебе можна позбавити

Розкажи, чого ти пристрасно бажаєш, і я відмовлю тобі в цьому».

(Дарт Плегас — молодому Дарту Сідіусу)
У 65 ДБЯ Плегас під ім'ям Хього Дамаск відправився на планету Набу, щоб особисто вивчити планетарну обстановку. У той час населення Набу переживало пік виборів, а кандидати на трон належали двом протилежним з ідеології фракціям. Консерватори бажали повної ізоляції Набу, при якій ресурси планети, як члена Республіки, використовувалися б тільки внутрішніми компаніями, а не жадібними корпораціями. Ліберальна фракція виступала за повне включення Набу до складу Галактичної Республіки. Кандидат від останньої — Бон Тапа, в обмін на підтримку «Капіталів Дамаска» та Торгової Федерації пообіцяв надати їм доступ до покладів плазми. Його супротивника підтримували вірні роялісти і традиціоналісти, такі як Косінга Палпатін — патріарх Будинку Палпатін, і представник Набу — Відар Кім, обидва були впливовими фігурами в політиці Набу. Плегас з'ясував, що Тапа мав власного інформатора в стані конкурентів, який надавав йому важливу інформацію. Інформатором був сімнадцятирічний студент програми для юних законодавців по імені Палпатін, син найбільш затятого супротивника Тапи — Косінгі Палпатіна. У прагненні дізнатися більше про молоду людину Плегас зустрівся з ним у штаб-квартирі програми законодавців у Тиді і попросив провести екскурсію по Тіду на спідері.
Після першої зустрічі заінтригований юнаком муун багато чого дізнався про молодого аристократа: той цікавився політикою, але соромився і приховував це, любив мистецтво і бажав, щоб його світ був відкритий для Галактики. Але важливішим були розбіжності сина і його батька Косінгі, що тривали протягом багатьох років. Вражений амбіціями, розумом і здібностями Палпатіна, Плегас запропонував йому стати своїм шпигуном, щоб Тапа виграв вибори і тим самим забезпечив інтереси «Капіталів Дамаска» на Набу. Палпатін прийняв пропозицію за умови, що він буде звітувати особисто перед Плегасом. Це змусило мууна припустити, що молода людина бачив у ньому батька, якого ніколи не мав. Через два дні після від'їзду з Набу він постійно думав про Палпатіна, і після сварки з сенатором Паксом Тімом з Протекторату Гранів ситх став розглядати юного набуанця на роль Верховного Канцлера, що приведе Галактику під владу ситхів.
Під час кризи на Набу в 32 ДБЯ Палпатін, а пізніше і Плегас дізналися про Енакіна Скайвокера — раба з планети Татуїн, який був осередком у Силі і народився в той же самий час, коли вони насичували галактику Темною стороною. Плегас спробував особисто зустрітися з хлопчиком, для чого отримав доступ до кімнат Палпатіна, де жив Енакін. За допомогою обману розуму він дізнався від однієї з служниць Королеви, що хлопчик вже покинув резиденцію. Вперше Плегас став побоюватися знищення ситхів, вважаючи себе повністю відповідальним і пояснюючи появу Скайуокера, як удар Сили на його спробу схилити баланс убік Темної сторони. Якщо раніше він хвалився, що може створити Обраного з пророцтва, як того очікував його вчитель, то тепер пріоритетним для нього завданням стало перешкодити хлопчикові потрапити в руки джедаїв. Оскільки Плегас стежив за тим, як відлітають джедаї і королева з Корусанта, він мигцем побачив хлопчика, і тоді ж муун отримав видіння кіборга в темних обладунках і в темному шоломі. Це видіння підказало йому, що хлопчик змінить хід історії в Галактиці. Але все сталося б, тільки в тому випадку, якщо його навчав би Квай-Гон Джин. Тому, згідно з планом Плегаса, Дарт Мол зобов'язаний був убити Квай-Гона — і тим самим не допустити, щоб хлопчика навчили джедаї.
У ніч перед виборами, Дамаск здійснив свою першу публічну появу за кілька років виключно з сенатором Палпатіном: вони разом були присутні на прем'єрі нової постановки опери мон-Каламарі в Галактичному оперному театрі. Після представлення двоє лордів ситхів віддалилися в пентхаус Дамаска в будівлі Шпиля Кальдані для святкування майбутнього успіху Палпатіна. Останній ходив навколо вчителя з вином, репетируючи майбутню промову в Сенаті. Поступово п'яніючи, Плегас вперше за багато років поринув у сон, і через кілька миттєвостей Сідіус, повагавшись, наслав на вчителя потік блискавок Сили. Насолоджуючись болем Плегаса, він повільно мучив його до смерті, а той, будучи знесиленим за допомогою Сили, нічого не міг зробити і загинув.
Мудрість Плегаса походила від його величезного багажу знань — починаючи з інформації про Галактичний ринок і закінчуючи безцінними відомостями про Силу в усіх аспектах. Учитель Сідіуса був у курсі практично всіх ключових фігур самих різних епох, включаючи стародавніх ситхів. Плегас досконало вивчив мистецтво маніпуляції і міг використовувати його навіть на майстрах-джедаях, хоча і визнавав, що учень мав дар вводити в оману, яким не міг похвалитися жоден з ситхів-попередників. Можливо, з того деякого єдиного, чого не вистачало Плегасу, це умінь в лагодженні кораблів, — того, що завжди відрізняло його вчителя Тенебруса від інших владик ситхів. Але, незважаючи на досягнення і прагнення Тенебруса, його учень безумовно домігся і досяг набагато більшого, ніж він сам.